# Роказека Стационе (Фрозиноне)
Роказека Стационе је насеље у Италији у округу Фрозиноне, региону Лацио.
Према процени из 2011. у насељу је живело 3029 становника. Насеље се налази на надморској висини од 134 м.